# Коли тяжіння зникає
Коли тяжіння зникає (англ. When Gravity Fails) — науково-фантастичний роман американського письменника Джорджа Алека Еффінджера. Один з основоположних творів з кіберпанку.

## Історія написання
Опубліковано у 1987 році. Назва взята з після «Just Like Tom Thumb's Blues» (альбом Highway 61 Revisited) Боба Ділана. При описі місця подій автор спирався на власний досвід у Французькому кварталі Нового Орлеану.
Це перша книга в серії «Марід Одран», названа на честь головного героя. Наступними були романи «Вогонь на сонці» у 1989 році та «Поцілунок у вигнанні» у 1991 році. Автор почав працювати над четвертим романом «Слово ночі», але помер перед тим, як його мав завершити.

## Сюжет
Події відбуваються наприкінці XXII ст. Безіменне місто в арабо-мусульманському світі (Близький Схід, за деякими ознаками у Лівані чи Сирії), що розвивається. У цей час Захід перебуває в занепаді принаймні століття. США, Європа та СРСР розпалися на безліч маленьких держав, які борються між собою за залишки колишньої слави, а їхні громадяни представлені як відвідувачі Безіменного міста. Вони незграбні та наївні туристи, що захоплюються дивами мусульманського світу. Місто розділене на багаті та бідні райони, релігійні та нерелігійні, райони, де переважає злочинність, та елітні квартали. Про все це йдеться в передмові.
Оповідь ведеться від імені Маріда Одрана, молодого чоловіка низького походження (син алжирської повії та француза), який є дрібним оператором і шахраєм у Будаїні (розважально-кримінального кварталу) Безіменного міста.
Хоча він вважає себе мусульманином, він не вірянин. Одран шалено пишається своєю незалежністю як від інших злочинців, зокрема Фрідлендера Бея, що контролює більшість тіньових бізнес-інтересів у кварталі, так і від кібернетичної модифікації. У більшості населення інший мозок «підключений» для роботи чи розваг (так звана кібермодифікація). Але забобонний страх Одрана завадив йому зробити те саме, тому він не може використовувати «татусів» («додатків», програмних мікросхем, що забезпечують навички) або «иоддіїв» (модулі, які містять абсолютно нові особистості, наприклад, кінозірок або вигаданих персонажів, хірурги здатні переналаштувати мозок, щоб людина могла встановити програмне забезпечення, яке може повністю змінити її особистість). Цей недолік він прикриває особистим шармом, певною зарозумілістю, надмірним вживанням стимуляторів, опіатів та інших наркотиків, до яких він звикає.
Більшість танцюристів у барах і повій є чоловіками, що змінили стать на жіночу. У той час як деякі завершили перехід, інші перебувають десь між чоловіком і жінкою, віддаючи переваги небінарній особистості. Одран багато часу віддає розв'язанню проблем останніх. Головний герой має стосунки з Ясмін, трансжінкою, яка зараз є повією, які нестабільні: періоди взаєморозуміння та кохання перериваються жорстокими сварками між ними.
Серія жорстоких убивств стається в Будаїні. Фрідлендер Бей підозрює в них Маріда Одрана, коли його останнього роботодавця — російського політика — убиває перед ним хлопець у вигляді Джеймса Бонда (під дією моддіїв). Фрідлендер Бей збирається вбити Одрана, але зрештою переконується в зворотному. Тому наказує Одрану почати пошук убивці. Але перед тим змушує його піддати себе широким, частково експериментальним кібернетичним модифікаціям, яких він боявся раніше.
Поки вбивця або вбивці жорстоко починають знищувати свідків, а також знайомих Одрана, він намагається розкрити ключ до їх природи та зв'язку між, здавалося б, не пов'язаними між собою жертвами. Вбивця використовує модії, щоб приховати особистість.
Після того, як до нього здолав вбивцю Хана, що почав переслідувати самого Одрана він не переконаний, що все закінчилося, і виявляє, що за деякими вбивствами стояв важливий посередник у Будаїнах. Коли він зіткнувся з ним, його ледь не вбили самого. Зіткнувшись з небезпекою для власного життя, він повинен вставити спеціального «татуся», який змушує його впасти в звірине божевілля, вбиваючи вбивцю. Проте у своєму гніві він також вбиває полоненого поліцейського і жахливо калічить обидва тіла.
Жахливий характер його самозахисту викликає огиду в його колишніх знайомих у Будаїнах. Фрідлендер Бей змушує його стати одним зі своїх помічників, щоб служити новим посередником між Будаїнами та поліцією. У результаті всі дивляться на Одрін з підозрою, він втрачає майже всіх друзів.

## Стиль
Автор часто доповнює свій роман арабськими виразами, привітаннями та звичаями. Частина роману відбувається під час священного місяця Рамадан, а головний герой часто цитує Коран. Роман правдиво включає аспекти культури Близького Сходу, вдається зобразити місто як місто різноманітності, а не як пласку однорідну культуру.
Це суворий, неонуарний кіберпанк. Він просякнутий сексом, насильством і моральною двозначністю. Гумор сухий і похмурий, мій улюблений, і у читача залишаться питання про нашу власну свідомість і про те, що означає бути незалежним.

## Номінації
- премія Неб'юла за найкращий роман у 1987 році
- премія Г'юго за найкращий роман у 1988 році

## Передбачення
- завершення холодної війни, розпад Радянського Союзу
- розвиток пластичної хірургії, можливість зміни статі